# Karla Slavíková-Welsová
Karla Slavíková-Welsová (rozená Kronbauerová, 14. prosince 1862 Lichoceves – 20. ledna 1936 Praha) byla česká divadelní herečka a pedagožka, členka činohry Národního divadla v Praze.

## Život

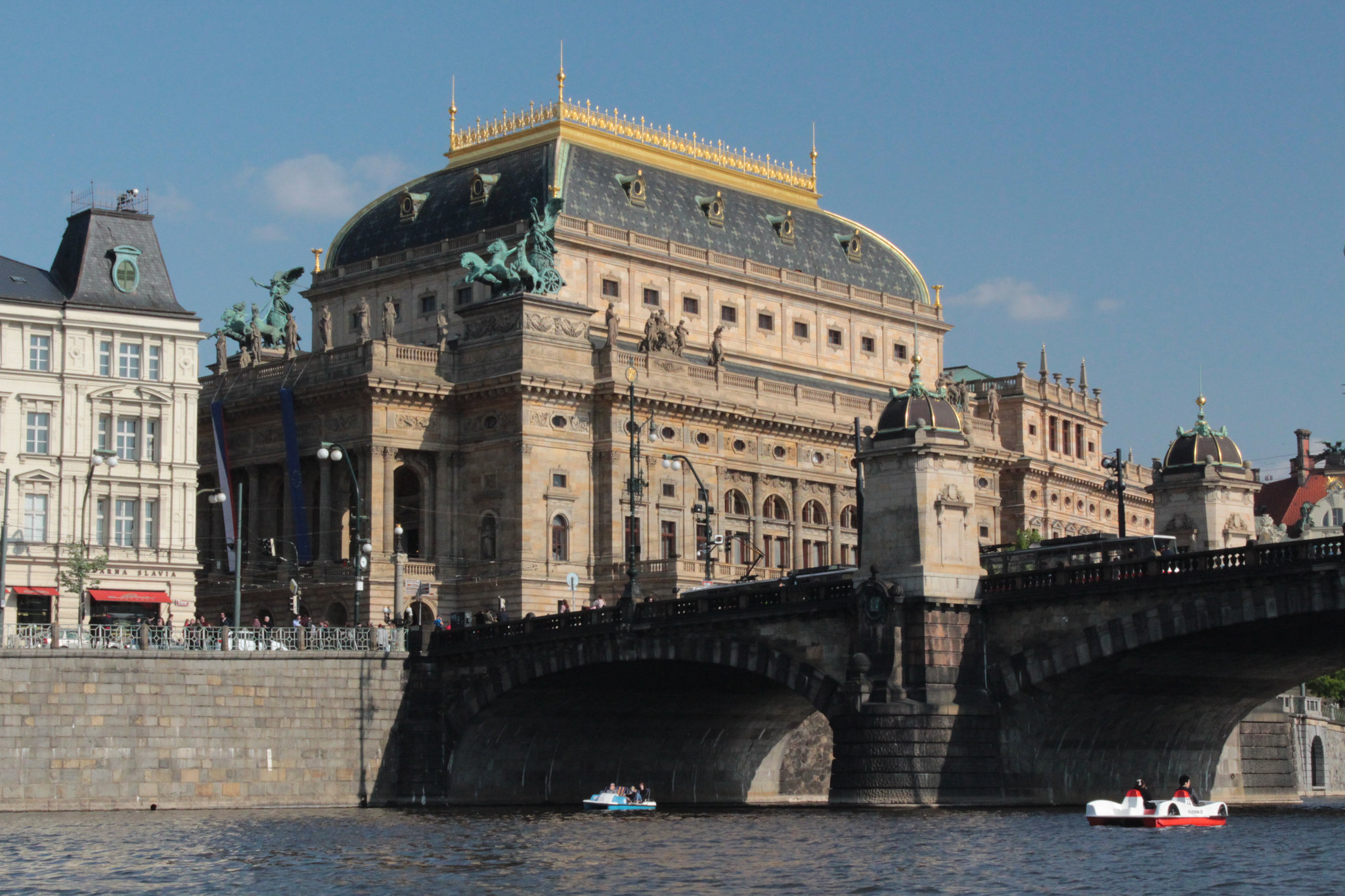
Národní divadlo v Praze

Narodila se v Lichocevsi nedaleko Roztok u Prahy. Začátkem 80. let 19. století započala hereckou kariéru na větších ochotnických mimopražských scénách. Až do roku 1890 se věnovala zároveň učitelství a herectví, roku 1890 se pak stala herečkou na plný úvazek. Roku 1890 byla angažována v Národním divadle, poprvé zde vystoupila 21. září 1890 jako Akmé v Pomstě Catullově. V angažmá zůstala až do roku 1897, kdy herecké kariéry zanechala, údajně z nespokojenosti s přidělovanými rolemi a platovými podmínkami. Krátce poté se provdala  za lékaře Eduarda Slavíka.
Nadále se pak věnovala výuce herectví na pražské konzervatoři, mezi její žačky patřina mj. její neteř a později proslulá divadelní a filmová Jarmila Kronbauerová. 
Karla Slavíková-Welsová zemřela 20. ledna 1936 v Praze ve věku 73 let.
Jejím bratrem byl novinář a spisovatel Rudolf Jaroslav Kronbauer. 